# Oxicesta nervosa
Oxicesta nervosa är en fjärilsart som beskrevs av Charles Joseph de Villers 1789. Oxicesta nervosa ingår i släktet Oxicesta och familjen nattflyn. Inga underarter finns listade i Catalogue of Life.